# Горини, Константино
Константино Горини (или Костантино; итал. Costantino Gorini; 9 января 1865, Римини — 3 сентября 1950, Милан) — итальянский микробиолог.
Родился в семье железнодорожного инженера, умершего через несколько месяцев после его рождения; был воспитан матерью и её вторым мужем, известным миланским врачом Гаэтано Пини. В 1890 году окончил медицинский факультет Университета Павии, после чего на некоторое время был направлен в Эритрею, бывшую тогда итальянской колонией, для борьбы с эпидемией холеры. После возвращения из Африки поступил на работу в качестве ассистента лаборатории в министерстве здравоохранения Рима, где впервые начал заниматься научными исследованиями в области агромикробиологии.
В 1893 году стал сотрудником Университета Павии, год спустя получив там должность профессора гигиены. В 1896 году перешёл на работу в Рим, возглавив вновь созданный бактериологический отдел министерства здравоохранения столицы. В 1902 году переехал в Милан, где стал сотрудником Сельскохозяйственной школы (в будущем — сельскохозяйственный университет Миланского университета) и где создал первую в Италии сельскохозяйственную бактериологическую лабораторию. В 1927 году стал иностранным членом-корреспондентом Академии наук СССР. В 1935 году формально вышел на пенсию, но продолжал заниматься научными исследованиями почти до конца жизни.
За свою жизнь написал более 200 научных работ, опубликованных как в итальянских, так и в зарубежных научных журналах. Основные его работы посвящены морфологии, культивированию, физиологии, ферментативной активности молочнокислых бактерий, а также физиологии молочной кислоты и различным общим темам микробиологии и гигиены; изучал роль бактерий в свёртываемости молока и воздействие микрофлоры на силос.